# Thermogenese
Thermogenese oder Wärmebildung ist die Produktion von Wärme durch Stoffwechselaktivität von Lebewesen. Wärme entsteht als unvermeidliches Nebenprodukt von Stoffwechselprozessen wie dem Energiestoffwechsel, der Verdauung und der Muskelaktivität. Daneben existieren besondere Stoffwechselpfade (Entkoppelung der  Chemiosmotischen Kopplung, Substratzyklen), in denen chemische Energie ausschließlich verbraucht wird, um Wärme zu produzieren.

## Thermogenese bei Tieren
Zahlreiche Tierarten, insbesondere Säugetiere und Vögel als endotherme Tiere, verfügen über besondere Mechanismen der Thermoregulation. Dabei kann die Wärmeerzeugung eingeteilt werden in muskuläre und biochemische Thermogenese. Insbesondere für die zusätzliche Wärmeerzeugung im braunen Fettgewebe wird in der Literatur oft der Begriff zitterfreie Thermogenese (englisch non-shivering) verwendet.

### Muskuläre Thermogenese
Wärme entsteht in den Skelettmuskeln bei
- körperlicher Arbeit
- erhöhtem Muskeltonus
- Kältezittern.

Da der Wirkungsgrad der Skelettmuskulatur selten 20 % übersteigt, wird bei körperlicher Arbeit der größte Teil der eingesetzten Energie in Wärme umgesetzt. Ohne Ableitung vom Körper führt dies zu einer entsprechenden Erwärmung. Wird die Muskulatur in kalter Umgebung unwillkürlich angespannt und so der Muskeltonus erhöht, wird Wärme erzeugt, ohne dass dabei mechanisch nutzbare Arbeit verrichtet wird.
Als Non Exercise activity thermogenesis (NEAT) wurde seit 2002 jene Energie vorgeschlagen, die bei alltäglichen Aktivitäten, welche sich nicht auf das Schlafen, Essen oder sportliche Tätigkeiten beziehen, verbraucht wird. Mehrere triviale Bewegungen, wie Gehen, Rasen mähen oder Zappeln summierten sich über den Tag und deren exothermer Effekt erhöhe somit die tägliche Metabolismusrate.
Beim Kältezittern erfolgt eine weitere Steigerung des Muskeltonus bis hin zum sichtbaren Zittern der Muskeln. Die aktivierten motorischen Einheiten kontrahieren dabei unabhängig voneinander; agonistische und antagonistische Muskeln, die bei normalen Bewegungsabläufen abwechselnd kontrahieren, werden jetzt gleichzeitig aktiviert. Beim Kältezittern ist die primäre Funktion der Muskelkontraktionen der Energieverbrauch zur Wärmeerzeugung; die so erzielbare Wärmeleistung kann beim Menschen mit 320 bis 400 Watt den vier- bis fünffachen Wert des Grundumsatzes erreichen. Echtes Kältezittern als energetische Schwerstarbeit kann vom Menschen maximal 2 Stunden durchgehalten werden.

### Biochemische Thermogenese
Schon im Ruhezustand wird Wärme erzeugt (basale Thermogenese, Grundumsatz), jede weitere Steigerung der Stoffwechselrate führt zu weiterer, obligater Thermogenese. Im Bedarfsfall kann zusätzliche benötigte Wärme über das Verbrennen von Fettsäuren erzeugt werden; bei Wirbeltieren geschieht dies in der Leber und – soweit vorhanden – im  braunen Fettgewebe. Dabei ist die Wärmeproduktion im braunen Fettgewebe aufgrund seiner Entkopplung von der ATP-Synthese effektiver. Produktion und Aktivität des entkoppelnden Proteins Thermogenins im braunen Fettgewebe wird durch Kältereize induziert.
Bei Hummeln der Gattung Bombus wurde ein Substratzyklus gefunden, der auf der Aktivität der Enzyme Phosphofructokinase und Fructose-1,6-bisphosphatase beruht. Substratzyklen bilden keine neuen Stoffwechselprodukte, sondern hydrolysieren den zelleigenen Energieträger ATP unter Wärmeerzeugung. Der hier beschriebene Zyklus ermöglicht es den Tieren, bereits im Ruhezustand die für das Fliegen erforderliche Körpertemperatur zu erreichen.

### Postprandiale Thermogenese

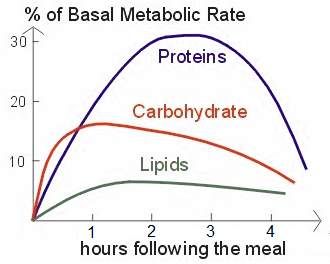
Verlauf der postprandialen Thermogenese, hier als Anteil des Grundumsatzes dargestellt

Auch beim Verdauen aufgenommener Nahrung wird Wärme frei, da für Aufnahme, Aufspaltung, Transport, Umwandlung und Speicherung der Nährstoffe Energie aufgewendet werden muss. Beim Menschen wird bei einer gemischten Mahlzeit etwa 10 % der aufgenommenen Energie sofort wieder in Form der postprandialen (= nach der Mahlzeit stattfindenden) Thermogenese "verbraucht" bzw. umgesetzt und erhöht für mehrere Stunden den Grundumsatz. Dabei gibt es große Unterschiede je nach Nahrungsbestandteil: bei Lipiden werden nur 2 Prozent ihres Energiegehalts in Wärme umgewandelt, bei Glucose 8 Prozent, bei Proteinen 20 bis 30 Prozent und bei Ethanol 22 Prozent. Bei adipösen Männern fanden sich in Phasen starker Gewichtszunahme dagegen nur Thermogeneseraten von 15 Prozent bis 7 Stunden nach Aufnahme einer reinen Proteinmahlzeit.

### Anpassung an veränderte Umgebungstemperaturen
Bei plötzlichem Absinken der Umgebungstemperaturen kann Kältezittern als Regulationsmechanismus sofort einsetzen, während ein Anpassen der biochemischen Thermogenese eine gewisse Zeit erfordert. Von Laborratten ist bekannt, dass bei längerem Absenken der Temperatur das zunächst heftig einsetzende Kältezittern bereits nach einigen Tagen sichtlich abnimmt, der Stoffwechselumsatz bleibt dabei erhöht. Wird solcherart an Kälte angepassten Ratten Curare gespritzt, um ein Kältezittern zu unterbinden, bleibt der Stoffwechselumsatz dieser Tiere aufgrund der weiter wirkenden Thermoregulation erhöht. Der Begriff zitterfreie Thermogenese für die Wärmeproduktion insbesondere des braunen Fettgewebes leitet sich aus solchen Beobachtungen ab.

## Thermogenese bei Pflanzen

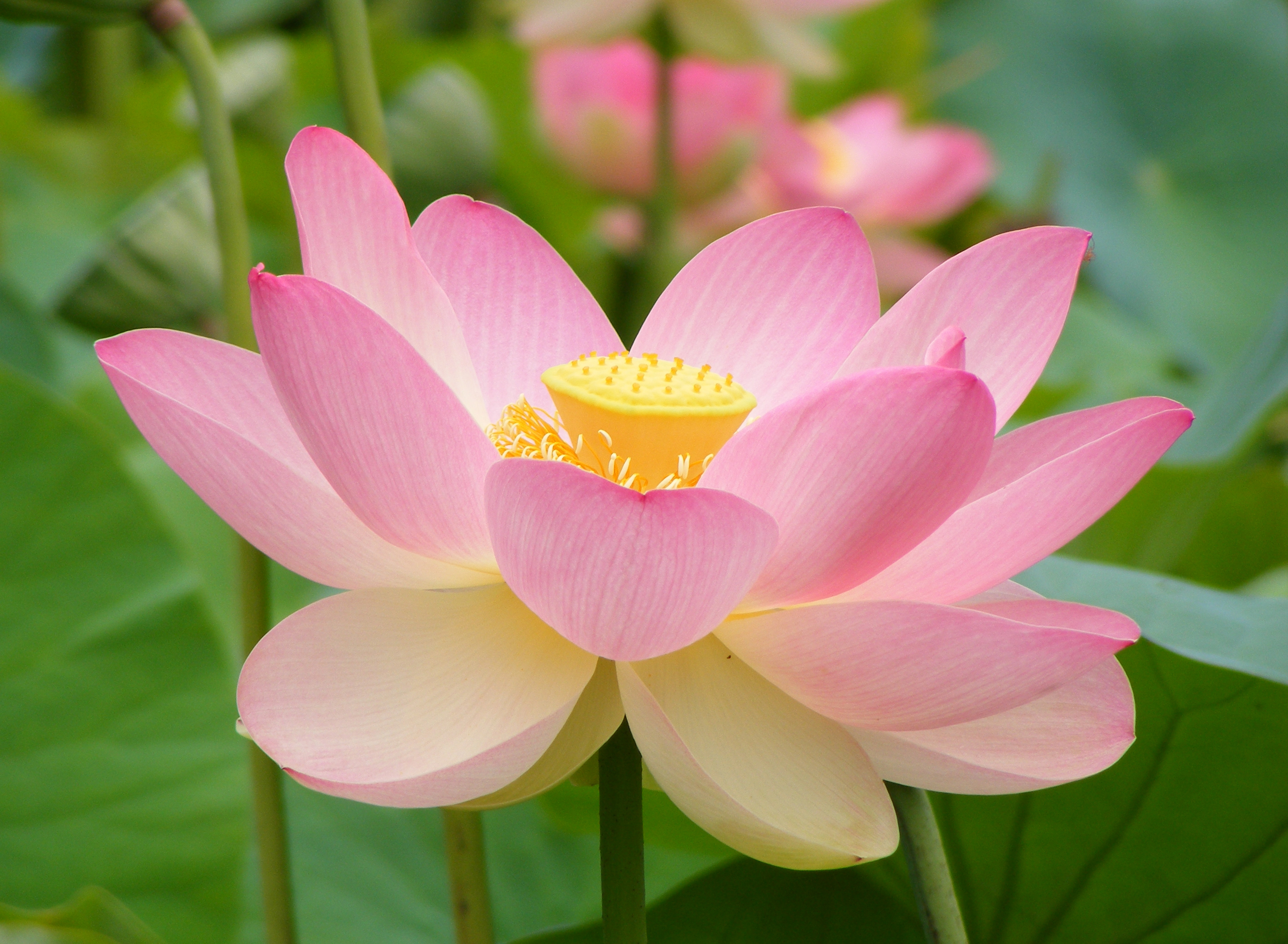
Die Indische Lotosblume erwärmt die Narbe auf 30 bis 35 °C.

Bei Pflanzen führt die normale Atmung, bei der selbst unter optimalen Bedingungen 60 % der Energie in Form von Wärme freigesetzt wird, nicht zu einer Erwärmung der atmenden Organe, da die Wärme aufgrund der umweltoffenen Konstruktion der Pflanzen sofort an die Umgebung abgegeben wird. Einige Pflanzen sind jedoch in der Lage, mittels Thermogenese bestimmte Organe zu erwärmen.
Der Aronstab (Arum maculatum) besitzt im Blütenkolben einen Fortsatz, in dem vor der Anthese Stärke eingelagert wird. Gleichzeitig mit der Öffnung des Blütenkolbens erfolgt ein Anstieg der Atmung. Bei Sauromatum guttatum wurde das allgemein als Calorigen bezeichnete hormonelle Signal als Salicylsäure identifiziert. Beim Aronstab werden in 12 Stunden rund 75 % der Trockensubstanz des Fortsatzes veratmet, die Atmungsintensität liegt bei 200 bis 400 µL CO2 · h−1 · mg Trockenmasse−1, dem 20- bis 40fachen eines Säugergehirns. Dies wird durch eine stark erhöhte Zahl und Größe der Mitochondrien erreicht, die Enzyme von Citratzyklus und Atmungskette steigen stark an. Der Elektronentransport erfolgt hier wie bei allen thermogenen Pflanzen ausschließlich über den cyanidresistenten Nebenweg, die freiwerdende Energie wird dabei direkt als Wärme abgegeben und wird durch die alternative Oxidase (AOX) katalysiert.
Bei der Indischen Lotosblume (Nelumbo nucifera) erfolgt die Thermogenese in der Narbe während der Empfängnisbereitschaft. Die Temperatur wird dabei im Bereich zwischen 30 und 35 °C konstant gehalten, unabhängig von der Umgebungstemperatur. Dies ist ein bei Pflanzen sehr seltener Fall von Thermoregulation.
Allgemein tritt Thermogenese bei Pflanzen vor allem in den basalen Gruppen der Bedecktsamer auf, aber auch bei allen Palmfarnen. Als Funktion wird meist die Anlockung von Bestäubern angenommen, wobei durch die Temperaturerhöhung entweder vermehrt Duftstoffe verbreitet werden, oder sich die Insekten direkt aufwärmen.

## Thermogenese bei Prokaryoten
Thermogene Bakterien wurden zu Anfang des 20. Jahrhunderts beschrieben.